# Exodus to Jazz
Exodus to Jazz – debiutancki album amerykańskiego jazzmana Eddiego Harrisa, wydany w 1961 roku nakładem wytwórni Vee-Jay Records. Płyta zadebiutowała na 2. miejscu notowania Billboard 200.
Sesja nagraniowa do płyty miała miejsce w styczniu 1961 roku w Chicago, USA.

## Lista utworów
| Strona A | Strona A     | Strona A     | Strona A |
| Nr       | Tytuł utworu | Kompozytor   | Długość  |
| -------- | ------------ | ------------ | -------- |
| 1.       | „Exodus”     | Ernest Gold  | 6:30     |
| 2.       | „Alicia”     | Eddie Harris | 3:39     |
| 3.       | „Gone Home”  | Eddie Harris | 2:54     |
| 4.       | „A.T.C.”     | Eddie Harris | 5:31     |
|          |              |              | 18:34    |

| Strona B | Strona B           | Strona B                     | Strona B |
| Nr       | Tytuł utworu       | Kompozytor                   | Długość  |
| -------- | ------------------ | ---------------------------- | -------- |
| 1.       | „A.M. Blues”       | Willie Pickens               | 2:47     |
| 2.       | „Little Girl Blue” | Lorenz Hart, Richard Rodgers | 3:21     |
| 3.       | „Velocity”         | Eddie Harris                 | 5:09     |
| 4.       | „W.P.”             | Willie Pickens               | 4:31     |
|          |                    |                              | 15:48    |

## Twórcy
| Muzycy - Eddie Harris – saksofon tenorowy, trąbka, wokal, kompozytor - Willie Pickens – pianino, kompozytor - Joe Diorio – gitara - William Yancy – kontrabas - Lorenz Hart – kompozytor - Richard Rodgers – kompozytor - Ernest Gold – kompozytor | Informacje o płycie - Nagrany: 17 stycznia 1961, Chicago - Mastering: Audio Matrix, Inc. / Bell Sound Studios - Tłocznia: American Record Pressing Co. |